# Tanumshede
Tanumshede este un oraș în Suedia.

## Demografie
| \| Evoluția demografică a zonei urbane Tanumshede, 1970–2015 \| Evoluția demografică a zonei urbane Tanumshede, 1970–2015 \| Evoluția demografică a zonei urbane Tanumshede, 1970–2015 \| Evoluția demografică a zonei urbane Tanumshede, 1970–2015 \| Evoluția demografică a zonei urbane Tanumshede, 1970–2015 \| \| --------------------------------------------------------------------------------------- \| --------------------------------------------------------- \| --------------------------------------------------------- \| --------------------------------------------------------- \| --------------------------------------------------------- \| \| An \| \| \| Locuitori \| \| \| 1970 \| 1970 \| \| 962 \| 962 \| \| 1975 \| 1975 \| \| 1.287 \| 1.287 \| \| 1980 \| 1980 \| \| 1.528 \| 1.528 \| \| 1990 \| 1990 \| \| 1.621 \| 1.621 \| \| 1995 \| 1995 \| \| 1.639 \| 1.639 \| \| 2000 \| 2000 \| \| 1.625 \| 1.625 \| \| 2005 \| 2005 \| \| 1.597 \| 1.597 \| \| 2010 \| 2010 \| \| 1.697 \| 1.697 \| \| 2015 \| 2015 \| \| 1.774 \| 1.774 \| \| Sursa: SCB - Statistika Centralbyrån, Folkmängden per tätort. Vart femte år 1960 - 2016 \| \| \| \| \| |      |  |           |       |
| Evoluția demografică a zonei urbane Tanumshede, 1970–2015 |      |  |           |       |
| An |      |  | Locuitori |       |
| 1970 | 1970 |  | 962       | 962   |
| 1975 | 1975 |  | 1.287     | 1.287 |
| 1980 | 1980 |  | 1.528     | 1.528 |
| 1990 | 1990 |  | 1.621     | 1.621 |
| 1995 | 1995 |  | 1.639     | 1.639 |
| 2000 | 2000 |  | 1.625     | 1.625 |
| 2005 | 2005 |  | 1.597     | 1.597 |
| 2010 | 2010 |  | 1.697     | 1.697 |
| 2015 | 2015 |  | 1.774     | 1.774 |
| Sursa: SCB - Statistika Centralbyrån, Folkmängden per tätort. Vart femte år 1960 - 2016 |      |  |           |       |